# دانکن کندی
دانکن کندی (به انگلیسی: Duncan Kennedy)، متولد سال ۱۹۴۲، استاد دانشگاه هاروارد است. وی عضو مؤسس جنبش مطالعات حقوقی انتقادی است. کندی مدرک A.B خود را از کالج هاروارد در سال ۱۹۶۴ کسب کرد، در سال ۱۹۷۰ لیسانس حقوق از دانشکده حقوق ییل کسب کرد. پس از اتمام دوره مشاغل، در سال ۱۹۷۱ به عنوان استادیار به دانشکده حقوق دانشگاه هاروارد پیوست و در سال ۱۹۷۶ به عنوان استاد کامل رسید.
در سال ۲۰۰۵ عنوان دکتری افتخاری حقوق خصوصی از دانشگاه آمستردام، در مارس ۲۰۱۰، مدرک دکتری افتخاری از دانشگاه آند کلمبیا، دکتری افتخاری در ژوئن سال ۲۰۱۱ از دانشگاه کبک مونترآل کانادا، دکتری افتخاری حقوق از پژوهشگاه سیاست پاریس در سال ۲۰۱۲ و همچنین دکتری دیگری در سال ۲۰۱۶ از بوینس آیرس آرژانتین دریافت کرد.
کندی از سال ۱۹۷۶ به عضویت اتحادیه آزادی‌های مدنی آمریکا درآمد. طبق شهادت خودش، او هرگز فراموش نکرده‌است که حقوق خود را بپردازد.

## صورت و ماهیت در تصمیم‌گیری در حقوق خصوصی
در مقالهٔ صورت و ماهیت در تصمیم‌گیری در حقوق خصوصی که از نمونه‌های شایان توجه ادبیات مطالعات حقوقی انتقادی به‌شمار می‌آید، از ویژگی‌های دو «شیوه معانی و بیانی» متضاد یا سبک‌های زبان شناختی ناسازگار سخن به میان آورده‌است که بر موضوعات حقوقی ماهوی مؤثرند. به اعتقاد کندی، در نخستین گام با دو شیوه یا سبک روبرو می‌شویم: فردگرایی و نوع دوستی. در گام دیگر، دو شیوه متضاد دیگر شناسایی می‌شود که بر صورت بندی راه حل‌های حقوقی ماهوی تأثیر می‌گذارد؛ یعنی قواعد و معیارها.
«قواعد و معیارها» بیشتر شکل استدلال‌های حقوقی را تعیین می‌کنند اما «فردگرایی و نوع دوستی» بیشترین تأثیر را بر محتوای گفتمان حقوقی دارند. یکی از دل مشغولی‌های نخستین دانکن کندی، بررسی پیوند متقابل شکل و ماهیت حقوق بوده‌است. به نظر او ارزش‌های متعارضی را که قواعد و معیارها به آنها اهمیت می‌دهند، می‌توان در سایه پرسش‌های ماهوی دربارهٔ اینکه چه باید بخواهیم و اینکه بشریت و جامعه چه مفهومی دارد، بهتر درک کرد. در واقع آدمی بر اساس برداشت‌های آرمانی خود، به مجموعه ای از ارزش‌ها برتری می‌دهد.
هدف اصلی کندی آن است که نشان دهد در حوزه ادبیات حقوق خصوصی، میان فردگرایی و رجحان قائل شدن برای قواعد و میان نوع دوستی و رجحان قائل شدن برای معیارها پیوندی وجود دارد. کوتاه سخن اینکه، این امر که چه چیزی را باید کاهش داد، به موضع شخصی ما دربارهٔ قواعد و معیارها وابسته است. این قواعد و معیارها نیز به تصویر ما از جامعه و انسانیت بستگی دارد و این نیز به آن وابسته است که می‌خواهیم در داخل تصویری که داریم، چه چیزی ایجاد کنیم.

## مقالات
- "صورت و ماهیت در تصمیم‌گیری در حقوق خصوصی (۱۹۷۶)"
- "افکار در مورد انسجام، ارزش‌های اجتماعی و سنت ملی در حقوق خصوصی (۲۰۰۶)"
- "آزادی و محدودیت در احکام: پدیدارشناسی انتقادی (۱۹۸۶)"
- "نقد احکام (۱۹۹۷)"
- "بررسی حقوق کاردوزو (۲۰۰۱)"

## کتابها
- «استدلال حقوقی، مقاله‌های جمع آوری شده»
- «ظهور و سقوط اندیشه حقوقی کلاسیک»
- «آموزش حقوقی و تولید سلسله مراتب: جدال علیه سیستم»